# وزارة التعليم العالي والبحث العلمي (مصر)
وزارة التعليم العالي والبحث العلمي هي الوزارة المصرية المسؤولة عن التعليم العالي وفوق المتوسط في المرحلة التعليمية التي تلي الثانوية العامة أو ما يعادلها (الثانوية الأزهرية أو الدبلومات الفنية أو غيرها). وكذلك هي المسؤولة عن البحث العلمي.

## الجهات التابعة

### التعليم العالي
- المجلس الأعلى للجامعات.[1][2]
  - المجلس الأعلى لشؤون التعليم والطلاب.
  - المجلس الأعلى لشؤون الدراسات العليا والبحوث.
  - المجلس الأعلى لشؤون خدمة المجتمع وتنمية البيئة.
- مجلس الجامعات الخاصة والأهلية.[3]
- مجلس شؤون المعاهد العالية الخاصة.[4]
- المجلس الأعلى للتعليم التكنولوجي.[5]
- مجلس شؤون فروع الجامعات الأجنبية.[6]
- المجلس الأعلى للمستشفيات الجامعية.[7]
- هيئة دعم وتطوير الجامعات.[8]( حلت محل الهيئة القومية للجامعات الأهلية والتكنولوجية).[9]

### البحث العلمي
- صندوق رعاية المبتكرين والنوابغ.
- صندوق الاستشارات والدراسات والبحوث الفنية والتكنولوجية.[10]
- هيئة تمويل العلوم والتكنولوجيا والابتكار (حلت محل صندوق العلوم والتنمية التكنولوجية).[11][12]
- أكاديمية البحث العلمي والتكنولوجيا.[13][14][15][16][17][18][19]
- مجلس المراكز والمعاهد والهيئات البحثية:[14][20][21][22]
  - الهيئة القومية للاستشعار عن بعد وعلوم الفضاء.[23]
  - المركز القومي للبحوث.[24][25][26]
  - مركز بحوث وتطوير الفلزات.[27]
  - المعهد القومي لعلوم البحار والمصايد.[28]
  - المعهد القومي للمعايرة.[29]
  - المعهد القومي للبحوث الفلكية والجيوفيزيقية.[30]
  - معهد تيودور بلهارس للأبحاث.[31]
  - معهد بحوث أمراض العيون.[32]
  - معهد بحوث البترول.[33]
  - معهد بحوث الإلكترونيات.[34]
  - مدينة الأبحاث العلمية والتطبيقات التكنولوجية:
    - معهد بحوث الهندسة الوراثية.
    - معهد بحوث زراعة الأراضي القاحلة.
    - معهد المعلوماتية.
    - معهد الليزر.
    - معهد بحوث التكنولوجيا المتقدمة والمواد الجديدة.
    - معهد بحوث البيئة والمواد الطبيعية.
    - معهد بحوث الطاقات الجديدة والمتجددة.
    - معهد بحوث الكيماويات الدقيقـة.
    - مركز تنمية القدرات العلمية والتكنووجية.
    - مركز تنمية الصناعات الصغيرة.
    - مركز تطوير الصناعات الهندسية.
    - مركز تطوير الصناعات الدوائية والصيدلية والتخميرية.
    - المنطقة الاستثمارية.[35][36][37][38][39][40]

## مراكز بحثية أخرى غير تابعة للوزارة
- مركز بحوث الطيران: يتبع الهيئة العربية للتصنيع.
- مركز البحوث الزراعية: يتبع وزارة الزراعة.
  - معهد بحوث البساتين
  - معهد بحوث التناسليات الحيوانية
  - معهد بحوث البيوتكنولوجي والهندسة الوراثية.
  - معهد بحوث الأراضي والمياه والبيئة.
  - معهد بحوث الإرشاد الزراعي والتنمية الريفية.
  - معهد بحوث الإقتصاد الزراعي.
  - معهد بحوث الأمصال واللقاحات البيطرية.
  - معهد بحوث الإنتاج الحيواني.
  - معهد بحوث القطن.
  - معهد بحوث المحاصيل الحقلية.
  - معهد بحوث المحاصيل السكرية.
  - معهد بحوث الهندسة الزراعية.
  - معهد بحوث أمراض النباتات.
  - معهد بحوث تكنولوجيا الأغذية.
  - معهد بحوث صحة الحيوان.
  - معهد بحوث وقاية النباتات.
- مركز بحوث الصحراء: يتبع وزارة الزراعة.
- المركز القومي للبحوث التربوية والتنمية: يتبع وزارة التربية والتعليم.
- المركز القومي للبحوث الاجتماعية والجنائية: يتبع وزارة التضامن الاجتماعي.
- المركز القومي لبحوث الإسكان والبناء: يتبع وزارة الإسكان والمجتمعات العمرانية.
  - معهد بحوث مواد البناء وضبط الجودة.
  - معهد بحوث المنشآت الخرسانية.
  - معهد بحوث الإنشاءات والمنشآت المعدنية.
  - معهد بحوث ميكانيكا التربة والهندسة الجيوتيكنيكية.
  - معهد بحوث الهندسة الصحية والبيئية.
  - معهد بحوث التشييد وإدارة المشروعات.
  - معهد بحوث العمارة والإسكان.
  - معهد بحوث الخامات وتكنولوجيا صناعة مواد البناء.
  - معهد بحوث فيزيقيا المنشآت والعوامل البيئية المحيطة.
  - معهد بحوث الأعمال الكهروميكانيكية في المباني.
  - معهد التدريب والدراسات الحضرية.
  - مكتب نقل وتوطين التكنولوجيا.
  - الـمجلس المصري للبناء الأخضر.
  - جهاز التفتيش الفني على أعمال البناء.
- المركز القومي لبحوث المياه: يتبع وزارة الموارد المائية والري.
  - معهد البحوث البيئية والتغيرات المناخية.
  - معهد بحوث الصرف.
  - معهد بحوث المياه الجوفية.
  - معهد بحوث إدارة المياه وطرق الري.
  - معهد بحوث الموارد المائية.
  - معهد بحوث النيل.
  - معهد بحوث الهيدروليكا.
  - معهد بحوث صيانة القنوات المائية.
  - معهد بحوث الإنشاءات.
  - معهد بحوث الميكانيكا والكهرباء.
  - معهد بحوث المساحة.
  - معهد بحوث الشواطئ.
  - المعامل المركزية للرصد البيئي.
  - وحدة البحوث الاستراتيجية.
- مركز مصر للنانو تكنولوجي:
- الهيئة العامة للأرصاد الجوية: تتبع وزارة الطيران المدني.
- هيئة البحوث العسكرية تتبع وزارة الدفاع و الإنتاج الحربي
- مركز بحوث الشرطة يتبع وزارة الداخلية
- مركز البحوث الميدانية والتطبيقية يتبع وزارة الصحة والسكان
- مركز بحوث البيئة يتبع وزارة البيئة

## الوزراء
تولى وزارة التعليم العالي من إنشائها كل من:
- أمجد الطرابلسي (7 أكتوبر 1961 ـ 17 أكتوبر 1961)
- عبد العزيز السيد (18 أكتوبر 1961 ـ 10 أكتوبر 1965)
- حسين سعيد (11 أكتوبر 1965 ـ 9 سبتمبر 1966)
- عزت سلامة (10 سبتمبر 1966 ـ 18 يونيو 1967)
- محمد لبيب شقير (19 يونيو 1967 ـ 27 أكتوبر 1968)
- عبد الوهاب البرلسي (28 أكتوبر 1968 ـ 13 مايو 1971)
- محمد مرسي أحمد (14 مايو 1971 ـ 17 يناير 1972)
- شمس الوكيل (18 يناير 1972 ـ 26 مارس 1973)
- كامل ليلة (27 مارس 1973 ـ 25 أبريل 1974)
- إسماعيل غانم (26 أبريل 1974 ـ 15 أبريل 1975)
- حافظ غانم (16 أبريل 1975 ـ 18 مارس 1976)
- مصطفى كمال حلمي (19 مارس 1976 ـ 4 أكتوبر 1978)
- محمد إسماعيل (5 أكتوبر 1978 ـ 18 يونيو 1979)
- مصطفى كمال حلمي (للمرة الثانية: 19 يونيو 1979 ـ 8 سبتمبر 1985)
- محمد فتحي محمد علي (9 سبتمبر 1985 ـ 9 نوفمبر 1986)
- أحمد فتحي سرور (11 نوفمبر 1986 ـ 12 ديسمبر 1990)
- عادل عبد الحميد عز (15 فبراير 1991 ـ 19 مايو 1991)
- حسين كامل بهاء الدين (20 مايو 1991 ـ 7 يوليو 1997)
- مفيد شهاب (8 يوليو 1997 ـ 11 يوليو 2004)
- عمرو عزت سلامة (12 يوليو 2004 ـ 27 ديسمبر 2005)
- هاني محفوظ هلال (31 ديسمبر 2005 ـ 23 فبراير 2011)
- أحمد جمال الدين موسى (23 فبراير 2011 ـ 3 مارس 2011)
- عمرو عزت سلامة (للمرة الثانية: 7 مارس 2011 ـ 21 يوليو 2011)
- معتز محمد حسني خورشيد (21 يوليو 2011 ـ 1 ديسمبر 2011)
- حسين خالد (2 ديسمبر 2011 – 11 مايو 2012)
- محمد عبد الحميد النشار (11 مايو 2012 - 2 أغسطس 2012)
- مصطفى السيد مسعد (2 أغسطس 2012 - 3 يوليو 2013)
- حسام عيسى (16 يوليو 2013 - 24 فبراير 2014)
- وائل الدجوي (1 مارس 2014 - 9 يونيو 2014)
- السيد أحمد عبد الخالق (17 يونيو 2014 - 12 سبتمبر 2015)
- أشرف الشيحي (19 سبتمبر 2015 - 16 فبراير 2017)
- خالد عاطف عبد الغفار (16 فبراير 2017 - 13 أغسطس 2022 ).[42]
- محمد أيمن عاشور